# Bocca della Verità
La Boca de la veritat (en italià:  Bocca della Verità) és una antiga màscara de marbre pavonazzetto, col·locat a la paret del pronaos de l'església de Santa Maria in Cosmedin a Roma l'any 1632.
L'escultura, datable al voltant del segle i, té un diàmetre d'1,75 metres i representa un rostre masculí amb barba en el qual els ulls, el nas i la boca estan perforats i buits.
Tampoc es té certesa sobre la seva utilitat antiga: si era una font o part d'un impluvium o fins i tot una claveguera (hipòtesi sorgida arran de la seva proximitat a la claveguera Màxima).
En canvi, se sap que la màscara té fama antiga i llegendària: es presumeix que aquest sigui l'objecte esmentat al segle xi en els Mirabilia Urbis Romae, en què es diu: 
| « | Al costat de l'església de Santa Maria de la Fontana es troba el temple de Faune. Aquesta imatge va parlar a Julià, l'emperador conegut com "l'apòstata" i el va enganyar. | » |

Un text alemany del segle xii descriu detalladament com, des de darrere de la boca, el diable -anomenant-se a si mateix Mercuri (que en aquell temps era protector dels comerços i dels embolics)- va agafar una llarga estona la mà de Julià l'Apòstata (que havia enganyat una dona, i davant aquell ídol havia de jurar la seva bona fe), prometent rentar la seva reputació i una gran fortuna si tornava a l'antic esplendor del paganisme.
En una altra llegenda alemanya de dos segles després, trobem la imatge que no gosa mossegar la mà d'una emperadriu romana que -tot i que efectivament havia comès adulteri- la va enganyar amb un artifici lògic.
Al segle xv alguns viatgers italians i alemanys recorden amb certa credulitat que aquesta pedra "és anomenada pedra de la veritat, ja que antigament tenia la virtut de mostrar quan una dona havia fallat al seu marit".
El nom boca de la veritat apareix l'any 1485, i l'escultura apareix esmentada des de llavors entre les curiositats de Roma, i ha estat reproduïda en dibuixos i postals. A partir d'aquests, se sap que a l'inici estava fora del pòrtic de l'església i que va ser traslladada després de les restauracions demanades per Urbà VIII l'any 1631.

## Curiositats

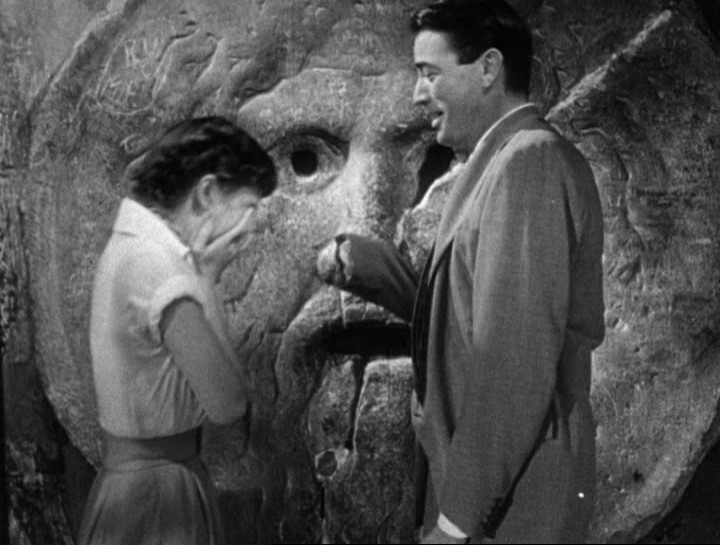
Escena de la pel·lícula Vacances a Roma, en què Gregory Peck gasta una broma a Audrey Hepburn davant de la Bocca de la Verità

- Existeix a Roma la plaça de la Bocca della Verità, que era on anteriorment se situava la màscara de marbre, abans de ser traslladada a la paret del pronaos de l'església de Santa Maria de Cosmedin el 1632.
- En la pel·lícula Vacances a Roma hi ha una escena en què apareix la bocca della verità. La llegenda sobre aquest monument (que s'explica en la pel·lícula) conta que qui menteix perd la mà en introduir-la a la boca. Així, l'actor Gregory Peck, sense previ avís a l'actriu Audrey Hepburn, va ficar la mà i la va amagar per sota de la màniga. Això va provocar l'ensurt real de Hepburn. El director William Wyler no va dubtar a incloure l'escena de la broma en la pel·lícula en veure la reacció de Hepburn.
- La Bocca della Verità apareix en el videojoc Animal Crossing de la Nintendo GameCube com a part del mobiliari que el jugador pot posar a casa seva.
- També apareix en el capítol especial "Operació: tornar els tresors" del manga japonès Lupin III, on és robada i després tornada a la seva localització originària.